# Joseph d'Honon de Gallifet
Joseph d’Honon de Gallifet (Aix-en-Provence, 1655 – Parijs, 16 december 1706) was een vlootofficier van het koninkrijk Frankrijk. Tevens was hij waarnemend gouverneur van Saint-Domingue, het latere Haïti (1700-1703) en gouverneur van Guadeloupe (1703-1706). In deze laatste kolonie heeft hij nooit een voet gezet.

## Levensloop

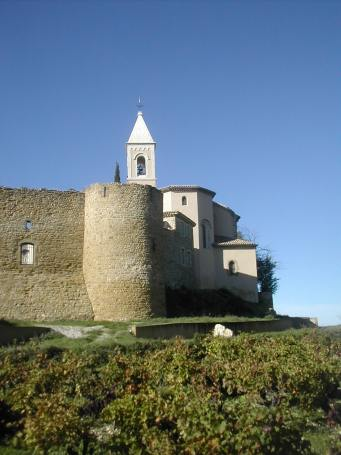
Cairanne, in de Provence, waar Gallifet opgroeide als kind.

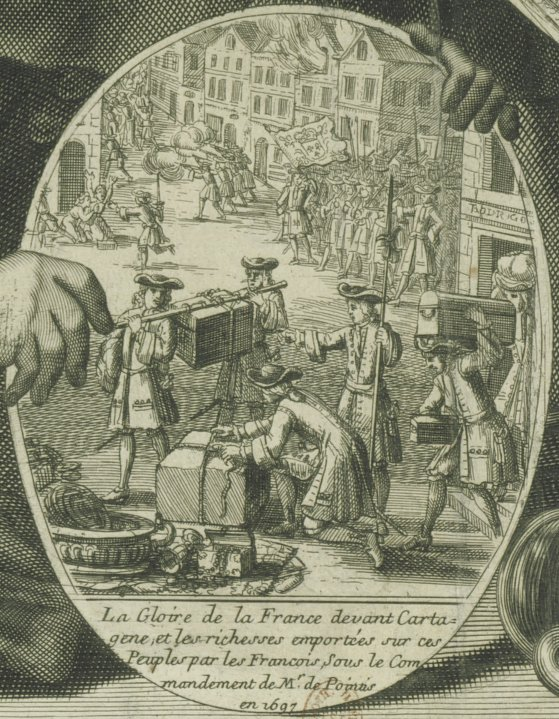
De Fransen plunderden Cartagena de Indias (heden in Colombia) in 1697.

### Jonge officier
Gallifet werd geboren in Aix-en-Provence (1655) doch zijn ouders verhuisden kort nadien naar het kasteel van Gallifet in Cairanne, in het graafschap Comtat Venaissin. Zijn vader was Pierre, heer van Honon en heer van Gallifet. Zijn moeder was Marguerite de Bonfils. Achttien jaar oud, begon hij zijn militaire carrière. Hij deed dit als luitenant bij de infanterie van Picardië (1673). In 1680 stapte hij over naar de marine, met de graad van kapitein. Zo belandde hij in het koloniaal leger gevestigd in Martinique, een Franse kolonie in de Caribische Zee. Hij verbleef er tot 1695.
Van 1695 tot 1698 was hij commandant in Saint-Domingue, een andere kolonie van het koninkrijk Frankrijk. Hij maakte er kennis met avonturiers, jagers, vrijbuiters, slavenhandelaars en boekaniers. 

### Waarnemend gouverneur
Vanaf 15 februari 1698 was Gallifet waarnemend gouverneur van Saint-Domingue. Het was het begin van zijn fortuin. Gallifet investeerde in drie plantages voor suikerriet, waar honderden zwarte slaven werkten. Deze plantages stegen tijdens zijn bestuur enorm in waarde. Zo kocht Gallifet één plantage voor 70 goudstukken, die binnen de 2 jaar 2.000 goudstukken waard was. De 3 suikerplantages van Gallifet waren bovendien de 3 grootste van de hele kolonie. De suikerproductie was, in het algemeen genomen, een commercieel succes voor de kolonie Saint-Domingue.
Koning Lodewijk XIV vocht ondertussen de Negenjarige Oorlog uit in Europa, maar ook daarbuiten. In 1696 stuurde Lodewijk XIV vanuit Frankrijk 7 schepen uit, onder leiding van baron Jean-Bernard de Saint Jean de Pointis. Het was een strafexpeditie naar Cartagena de Indias; dit is heden een stad in Colombia doch was toen een rijke Spaanse haven. Vanuit Cartagena vertrokken immers massaal veel goederen, waaronder zilver, naar Spanje. De Franse vloot arriveerde in 1697 voor de kust van Zuid-Amerika. Vanuit de kolonie van Gallifet, Saint-Domingue sloten zich evenveel schepen aan. De koloniale vloot bestond uit regimenten onder bevel van Gallifet maar ook uit honderden avonturiers en boekaniers, hele bendes. Op papier had Gallifet ook het gezag over deze bendes. Op 13 april 1697 gaven de Spanjaarden in Cartagena de Indias zich over aan de grote overmacht van Fransen. De rijke havenstad werd leeggeroofd. Tijdens de verdeling van de buit kwam het tot een ruzie tussen de Franse soldaten en de bendes. Deze laatsten konden zich niet vinden in het kleinste deel van de buit, enkele duizenden goudstukken die voor hen bestemd waren. Boos trokken de bendes plunderend door Cartagena de Indias. Zij ranselden de Spanjaarden af op zoek naar het laatste geld. Gallifet kon met enige moeite tot een vergelijk komen tussen de soldaten en de bendes.

### Gouverneur
In 1703 kwam de effectieve gouverneur van Saint-Domingue, Augé, aan in de kolonie. Augé was tevoren benoemd door koning Lodewijk XIV. De koning benoemde tezelfdertijd Gallifet tot gouverneur van Guadeloupe (1703). Maar Gallifet weigerde zijn rijkdommen en zijn luxe in Saint-Domingue te verlaten voor een post op een ander eiland. Augé smeet Gallifet in de gevangenis, na een ruzie over eigendomstitels van plantages. In 1704 verliet Gallifet de kolonie Saint-Domingue voor Parijs. Daar verdedigde hij zich met argumenten als trouw aan de koning en succesvolle exploitatie van de rijkdommen van de kolonie. Van de plannen om Gallifet gouverneur te maken van Saint-Christophe, later de Britse kolonie Saint Kitts, kwam uiteindelijk niets in huis.
Gallifet stierf in Parijs in 1706, nadat hij uitgebreid zijn testament had opgesteld ten gunste van zijn familie in de Comtat Venaissin. Gallifet was ongehuwd en had geen wettelijke erfgenamen. Zijn tegenstanders beschreven wel vijf zwarte slavinnen op zijn plantages als de harem van Gallifet.